# Misgolas bithongabel
Misgolas bithongabel là một loài nhện trong họ Idiopidae.
Loài này thuộc chi Misgolas. Misgolas bithongabel được Raven & G miêu tả năm 2006. Wishart.